# محمد بن عبد الله المسيطير
محمد بن عبد الله بن سالم المسيطير شاعر وأديب سعودي ولد بمدينة الرس غربي القصيم عام 1352هـ (1933 م)، وصدر ديوانه (ليالي العمر) عام 2007م بعد وفاته.
تلقى التعليم بأحد الكتاتيب ببلدته، فتعلم مبادئ القراءة والكتابة وحفظ القرآن الكريم، ثم بدأ دراسته النظامية للمرحلة الابتدائية في الرس بعد افتتاح مدرستها عام 1363هـ وتخرج منها عام 1367هـ.عمل بعد تخرجه مدرساً في المدرسة الأهلية في الرياض إلى أن افتتح معهد الرياض العلمي فالتحق به عام 1371هـ وواصل دراسته حتى أنهى المرحلة الجامعية وحصل على بكالوريوس العلوم الشرعية عام 1372هـ (1957م).

## مناصب
تولى عدداً من الأعمال بعد حصوله على الشهادة الجامعية منها: 
- عمل معلماً في معهد شقراء العلمي لمدة تقارب العامين، وفي عام 1378هـ.
- عين قاضياً في المحكمة الشرعية في الدمام ومساعداً لرئيس المحكمة بها.
- انتقل للعمل بسلك التعليم حيث عين مديراً لمعهد عنيزة العلمي، ثم انتقل إلى الرياض حيث عين مديراً لمدرسة اليمامة الثانوية عام 1381هـ.
- عين مفتشاً مركزياً في منطقة نجد التعليمية ثم اختير مديراً للتعليم في الرس حيث بقي بها حتى عام 1386 هـ، ثم ترك العمل الحكومي وتفرغ بعدها لأعماله الخاصة.
- له مشاركات أدبية ونقدية في الصحف والمجلات الأدبية داخل وخارج المملكة العربية السعودية
- إنتاجه الشعري غزير جداً منشور في الصحف والمجلات السعودية وله ديوان شعر مطبوع (ليالي العمر)، وهو من الشعراء الفحول أصحاب الذوق والنفس الطويل في الشعر ومن أصحاب الاتجاه الإسلامي.[3][4]

## وفاته
توفي في الثلاثين من رمضان 1426 هـ (الثاني من نوفمبر عام 2005م).